# Sky City 1000
Sky City 1000 potrebbe essere un futuro progetto urbanistico che mira ad aiutare e a porre fine alla grave congestione e la mancanza di spazio verde nella città di Tokyo.
Il progetto prevede un edificio di circa 1000 metri di altezza e 400 metri di larghezza della base, e una superficie totale di 8 km². Il progetto proposto per la prima volta dalla Takenaka Corporation nel 1989, consta di 35.000 residenti e 100.000 lavoratori. Esso prevede 14 livelli sovrastanti, i quali si restringono dal basso verso l'alto, con al centro delle zone verdi per il relax. La struttura prevede al suo interno, oltre alle abitazioni per i residenti, uffici, attività commerciali, scuole, teatri, cinema e altri comfort moderni.
Dal momento in cui è stato propostoé quando?, ha ricevuto notevole attenzione dal mondo dell'edilizia e dell'architettura. Molti si augurano che entro un decennio da quando? l'edificio potrà essere costruito o perlomeno sarà in fase di costruzione da parte del Governo Metropolitano di Tokyo.
Tuttavia ci sono notevoli problemi e questioni da risolvere quali, la resistenza che l'edificio oppone al vento soprattutto ai piani più alti, lo spegnimento degli incendi e/o una probabile evacuazione e la resistenza a forti terremoti dato che il Giappone è una delle nazioni più colpite da questi ultimi. 
Inoltre la Sky City prevede anche dei grossi e veloci ascensori a 3 livelli per ospitare fino a 70 persone contemporaneamente.
Sono anche previsti delle monorotaie alimentate con energia pulita le quali correranno lungo la circonferenza della struttura.